# 名家駅
名家駅（みょうけえき）は、福島県耶麻郡猪苗代町若宮にあった磐梯急行電鉄の駅（廃駅）である。磐梯急行電鉄の廃線に伴い1969年（昭和44年）3月27日に廃駅となった。

## 概要
1937年（昭和12年）、当地附近に東京電灯秋元発電所が建設されることとなり、その建設工事に際し、当鉄道が建設資材の輸送に使用されることとなった。それを受けて、秋元発電所への専用構外線が仮設されることとなり、本線との分岐点として当駅が新設された。専用構外線は発電所の完成に伴い1941年（昭和16年）5月28日限りで使用が終了となり、その後撤去され、当駅は旅客専用となった。正確な開業年月日は不詳であるが、1937年（昭和12年）12月16日に新設申請され、1938年（昭和13年）4月4日施工認可、当時は仮停留場、専用構外線使用終了翌日の1941年（昭和16年）5月29日営業開始とあった。正式には名家停留場であった。

## 歴史
- 1938年（昭和13年）[注 1]：日本硫黄耶麻軌道部（後の磐梯急行電鉄）会津樋ノ口駅 - 酸川野駅間に名家仮停留場として新設開業。同時に当駅 - 秋元発電所間専用構外側線を敷設。
- 1941年（昭和16年）5月29日[注 2]：当駅 - 秋元発電所間専用構外側線が廃止となる。同時に正式の停留場に昇格。
- 1968年（昭和43年）10月14日：磐梯急行電鉄の営業休止に伴い休止駅となる。
- 1969年（昭和44年）3月27日：磐梯急行電鉄の廃線に伴い廃止。

## 駅構造
廃止時点で、1線を有する地上駅であった。プラットホームは存在せず、乗客は地面から直接乗降した。転轍機を持たない棒線駅となっていた。
無人駅となっていた。駅舎はないが、線路の西側（沼尻方面に向かって左手側）に開放型で片流れ屋根の小さな待合所を有していた。待合所の駅名標には「みようけ」と記載されていた。

## 駅周辺
周囲は畑であった。県道との間にガソリンスタンドが存在した。
- 国道459号
- 国道115号
- 長瀬川
- 秋元水力発電所

## 駅跡
1996年（平成8年）時点では、駅跡は消滅していた。その後、2007年（平成19年）5月時点では駅跡地に「なつかしの沼尻軽便鉄道を訪ねて」と記載され、駅の説明文と現役時代の写真が付いた、駅名標を模した案内板が建てられていた。2010年（平成22年）4月時点でも同様であった。
当駅跡附近の線路跡は、2010年（平成22年）4月時点ではコンビニエンスストア裏手の未舗装道路として再利用されていた。

## 隣の駅
磐梯急行電鉄
会津樋ノ口駅 - 名家駅 - 酸川野駅